# イギリス軍のC4Iシステム
本項では、イギリス軍のC4Iシステムについて扱う。イギリス軍は、アメリカ軍と並んで北大西洋条約機構の中核的な軍事力であり、また海外領土での作戦行動も想定されることから、C4I化には多大な努力を払ってきた。1998年7月に公表された戦略防衛見直し（SDR）において、各軍におけるC4I化の統合方針が策定され、これに基づいてC4Iシステムの開発・配備が進められている。

## 戦略級システム
イギリス軍は、全軍共通の戦略級C4IシステムとしてJOCS (Joint Operational Command System) を配備している。JOCSは、湾岸戦争の経験から開始されたJCSI（Joint Command System Initiative）計画のもとで開発された。1995年から1996年におこなわれたパイロット・フェーズにおいては、イングランド・ハートフォードシャーのノースウッド司令部内に常設統合司令部（Permanent Joint Headquarters, PJHQ）を構築することが最重点とされた。
1997年から2002年のフェーズ2で、JOCSは総合的なC4Iシステムとして実用段階に移行した。1999年からは、より拡大されたフェーズ3が運用されており、これはアメリカ軍の汎地球指揮統制システム（GCCS）にほぼ相当するものである。

## 作戦級システム

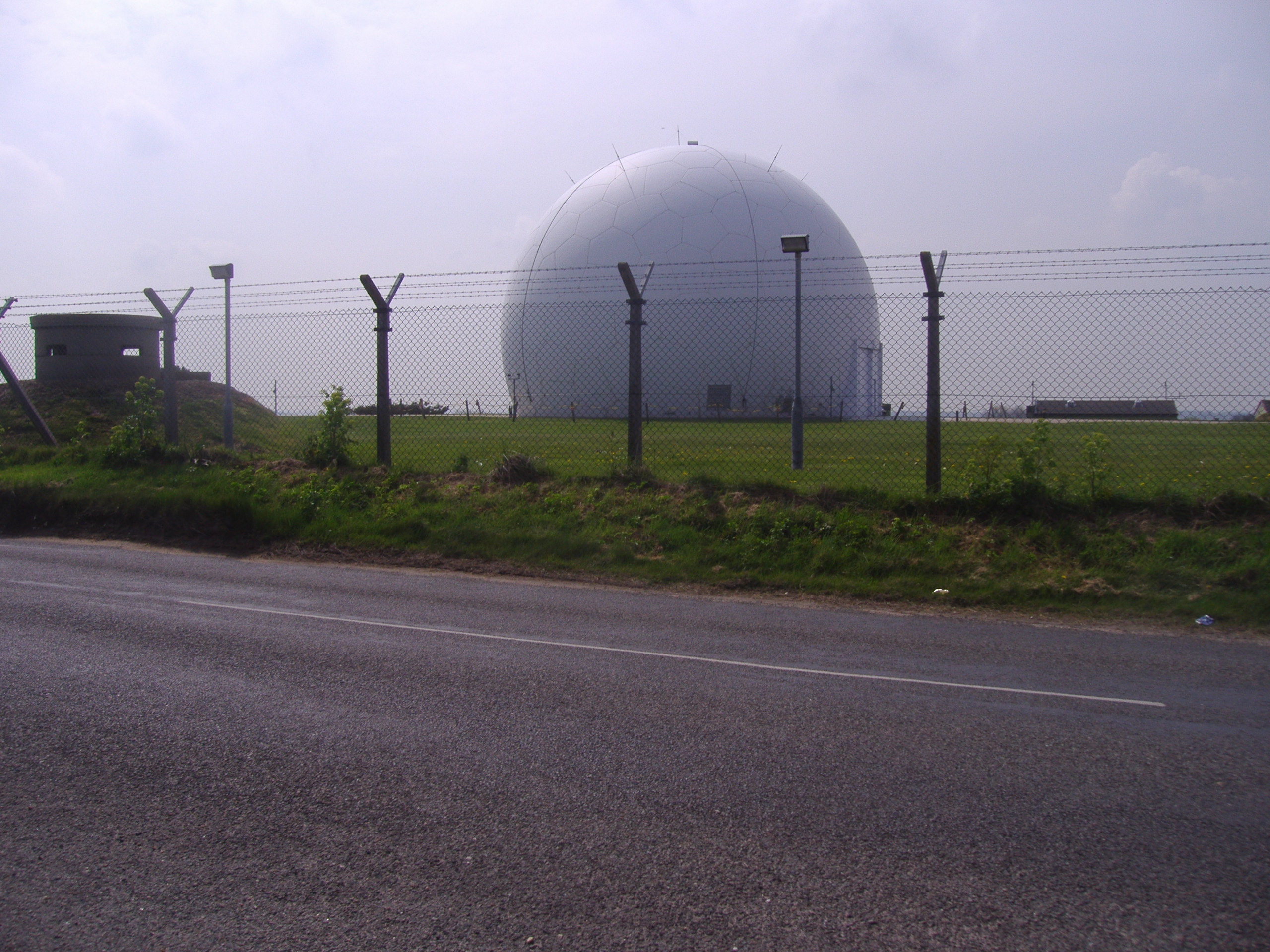
トリミンガムのレーダーサイト。UKADGEの一環をなす。

他国と同様、イギリス軍においても、作戦級システムは軍種別に異なるものが配備されている。
FBMS（Formation Battle Management System）
イギリス陸軍の基幹的な作戦級C4Iシステムとして、軍団から旅団までの階梯において兵力運用を統制するもので、プターミガン戦域通信システムを通信基盤として使用する。これは、1998年に策定された陸上戦闘空間デジタル化管理計画（The Digitization of the Battle Space (Land) Management Plan）第1段階の中核的な施策として進められているものであり、1999年より、緊急展開部隊を皮切りに、各部隊への配備が進められている。
RNCSS（Royal Navy Command Support System）

イギリス海軍の基幹的な作戦級C4Iシステムで、スカイネット衛星通信システムを通信基盤として使用する。
UKADGE（UK Air Defence Ground Environment）

イギリス本土防空のためのGCIシステムであり、イギリス空軍の基幹的な作戦級/戦術級C4Iシステムとして機能している。航空自衛隊の自動警戒管制組織（BADGEシステム）を端緒とするヒューズ社製ADGEシステムの系譜に属しており、直接的には、北大西洋条約機構が欧州正面に配備しているNADGEシステムに準拠したものとなっている。

## 戦術級システム

### 陸軍
イギリス陸軍では、基幹的な戦術級C4IシステムとしてBGBMS（Battle Group Battle Management System）の配備を進めている。これは陸上戦闘空間デジタル化管理計画 第2段階の一環として開発され、群/大隊以下の階梯で使用されるものであり、アメリカ陸軍のFBCB2システム、陸上自衛隊の基幹連隊指揮統制システム（ReCS）にほぼ匹敵するものである。
BGBMSは、通信基盤として、ボウマン戦術無線通信システムを使用する。これは、従来使われてきたクランスマンを代替する、3軍共通の地上作戦用戦術無線通信システムであり、アメリカ軍の統合戦術無線システム（JTRS）と同様、抗堪性および相互運用性に優れたものである。2004年に行われた旅団規模での運用試験を経て、順次に配備が進められている。

### 海軍
イギリス海軍では、国産の戦術情報処理装置と戦術データ・リンクによるネットワーク・システムを運用してきた。
戦術情報処理装置
駆逐艦以上の艦艇においてはADA/ADAWSが、フリゲートにおいてはCAAIS、CACS、SSCSシリーズが搭載されている。
戦術データ・リンク
1960年代後半より、リンク 10が標準的なデータ・リンクとして運用されてきたが、現在、リンク 16によって段階的に更新されつつある。

### 空軍

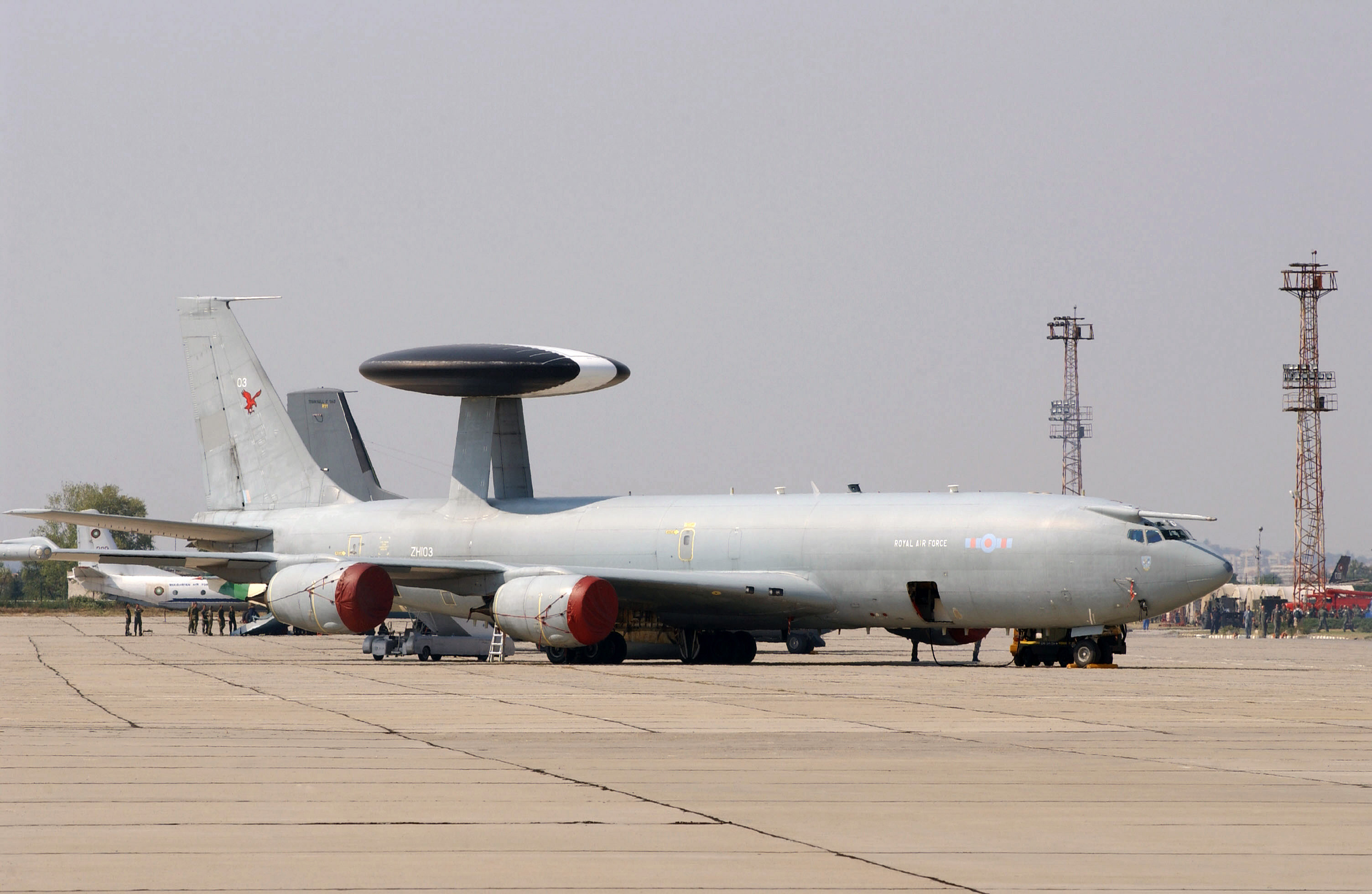
ボーイング・セントリーAEW

他国と同様、GCIシステムであるUKADGEシステムが、戦術級C4Iシステムの役目も兼ねることとなっている。また、空中において戦術C4Iシステムの中核となるものとして、ボーイング・セントリーAEW（AWACS）機が運用されている。
なお、従来よりUKADGEで用いられてきた戦術データ・リンクは、他国の同級システムと同様に地対空のリンクであったが、90年代より改良型データ・モデムが作戦機に導入されており、これを航空無線機と連接することで、IFDLなど作戦機間でのデータ・リンクが可能となっている。また、より高性能のデータ・リンク端末である統合戦術情報伝達システム（JTIDS）や多機能情報伝達システム（MIDS）も作戦機に導入されつつあり、これにより、より大容量で相互運用性にも優れたリンク 16の運用が順次に開始されている。